# Yasha Young

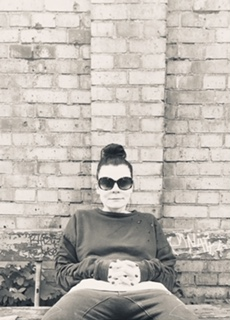
Yasha Young (Berlin, 2018)

Yasha Young (* 1979) ist eine deutsch-amerikanische Innovationsmanagerin, Kuratorin, Autorin, Journalistin und Galeristin.

## Leben
Von 1998 bis 2013 leitete Young die von ihr gegründete Galerie Strychnin mit Standorten in New York, London und Berlin, deren inhaltliche Schwerpunkte zunächst auf Lowbrow und danach auf Urban Contemporary (Urban-Art) lagen. Während dieser Zeit kuratierte sie mehr als 150 Ausstellungen.
Sie ist Mitglied der Keep A Breast Foundation, einer international vertretenen Kampagne zur Vorbeugung von Brustkrebs, die sie durch kuratorische Projekte, z. B. durch das Projekt „Tokyo Love Show“ bei der Gründung der japanischen Niederlassung der Stiftung, maßgeblich unterstützt, indem sie über 100 Künstler nach Tokyo einlud.
Von 2008 bis 2011 war Young Mitglied des Auswahlkomitees der Artfair, einer internationalen Messe für Gegenwartskunst in Köln. Young war von Anfang 2010 bis 2012 leitende Kreativdirektorin der internationalen Kunstmesse Blooom für Neue Medien und Design.
Ihre Galerie Strychnin schloss Yasha Young 2014 zur Vermeidung möglicher Interessenskonflikte mit dem Projekt Urban Nation.
Von 2010 bis zur Beendigung des Preises in 2019 war sie Mitglied der Warsteiner Blooom-Award-Jury.
Sie entwickelte und leitete ab 2013 das Projekt Urban Nation, das die Grundlage für das von ihr im September 2017 eröffnete Urban Nation Museum for Urban Contemporary Art in Berlin war. Bis Ende 2019 war sie Direktorin des Museums.
2016 wurde sie als sogenannter Fellow in das Kompetenzzentrum Kultur- und Kreativwirtschaft des Bundes berufen, das Teil der Initiative Kultur- und Kreativwirtschaft der Bundesregierung ist.
2016 und 2017 war sie Mitglied im Kernteam des International Advisory Board (IABx) der Stadt Rotterdam, ein Gremium zur innovativen Stadtentwicklung mit dem Ziel, Rotterdam zu einem internationalen kulturellen Hotspot zu transformieren. Schwerpunkt war das Thema Change Management, um moderne und bestehende Kultur als Citybranding Tool einzusetzen.
Seit 2017 ist sie Dozentin der Popakademie Baden-Württemberg.
Yasha Young hat als Innovationskulturmanagerin ein Museumskonzept entwickelt, durch das sie gefragte Rednerin auf Symposien und Konferenzen zu den Themen Kunst, Museum und Technologie/Neue Medien weltweit wurde, u. a. Confluence/Further Future, RemixSummit, ZKM, TEDTalk, Female Future Force Day, OMR 2023 etc.
Sie ist u. a. Partner und Mitgründer des Museums for Contemporary Culture "The FOR_M" in New York und leitet als Kuratorin den Eröffnungsraum des Humboldt Forums in Berlin, das im September 2021 im Berliner Schloss eröffnet wurde.[veraltet] 
Seit 2020 sponsert Yasha Young Projects den Sculpture Award des Beautiful Bizarre Art Prize.
Sie schreibt regelmäßig das Vorwort für Kunstbücher, 2021 z. B. für den Künstler GOIN anlässlich seiner Ausstellung im Mannheimer Kunstverein und FINDAC anlässlich seiner Ausstellung in London.
Urban Nation

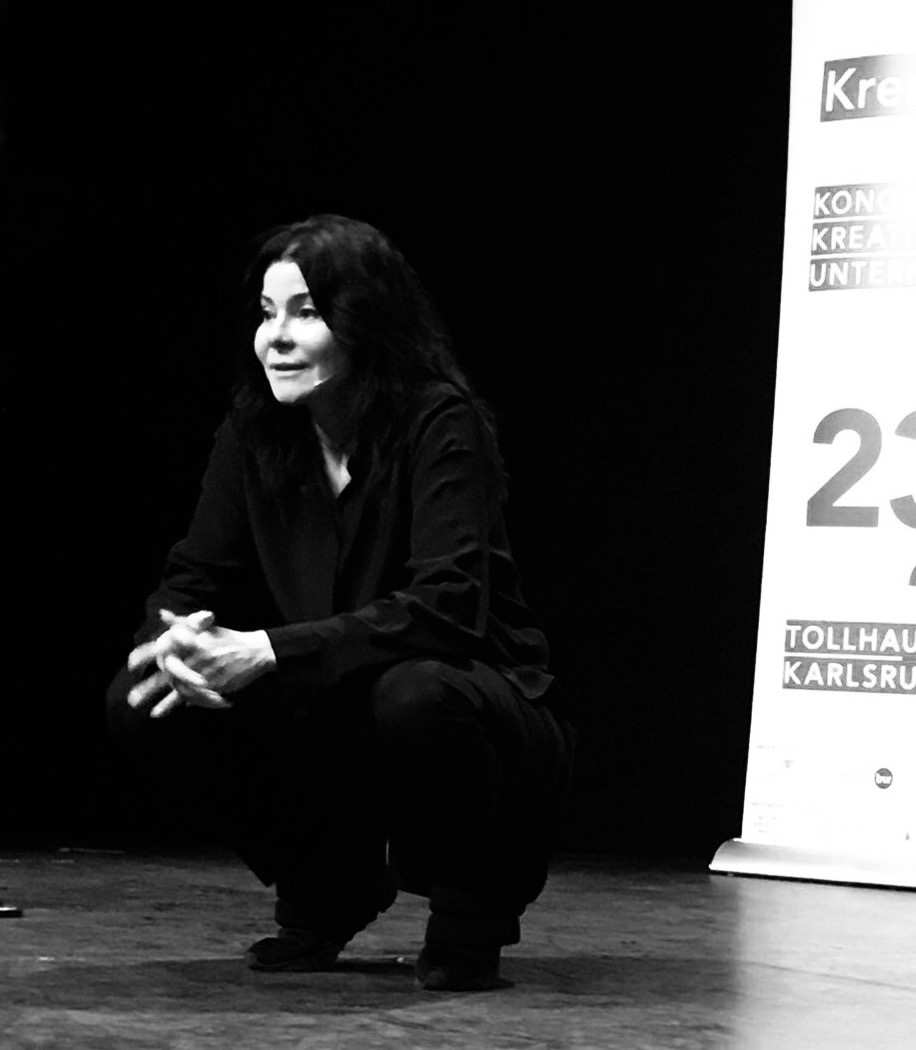
Young as speaker at ZKM Karlsruhe, 2018

Yasha Young war 2013 Gründerin, Direktorin und Kuratorin von Urban Nation in Berlin und dessen Teilprojekte Project M und OneWall. Seitdem lädt Urban Nation internationale Größen und aufstrebende Talente der Urban Contemporary Art (UCA) nach Berlin ein, um Fassaden und Hauswände zu gestalten. Urban Nation wird u. a. finanziert durch die Gewobag-Stiftung „Berliner Leben“. Den internationalen Austausch befördert Urban Nation aktiv durch kuratierte Projekte, wie beispielsweise WallPOETRY in Reykjavík im Rahmen des Musikfestivals Iceland Airwaves. Unter dem Leitmotiv “Connect. Create. Care.” wurde durch Yasha Young mit Urban Nation ein internationales Netzwerk geschaffen, das durch Ausstellungen, Panels und soziale Projekte Künstler verbindet, in Berlin Impulse setzt und die Auseinandersetzung der Öffentlichkeit mit dieser zentralen Kunstform des 21. Jahrhunderts fördert.
Das Urban Nation Museum for Urban Contemporary Art eröffnete am 16. September 2017 unter ihrer Leitung. Die Eröffnungsrede hielt die Kulturstaatsministerin Monika Grütters.
Der Eröffnung gingen zahlreiche Events voraus. Ab 2013 fanden zahlreiche nationale und internationale Projekte und Kooperationen statt – z. B. dem Berliner Festival Lollapalooza, mit dem Iceland Airwaves Festival oder den Berliner One Walls –, bei denen zahlreiche Künstler zur Verfügung gestellte Hauswände, über Berlin verteilt, bemalt haben.
Das Museum ist konzipiert als Anlaufstelle der Urban Contemporary Art und ist ein ganzheitlich aufgestelltes Zentrum im Sinne dieser Kunstform: für Künstler, ihre Ausstellungen, Debatten, Forschung, Lehre, crossmediales Arbeiten und Archivierung und dient der öffentliche Präsentation der bereits jetzt schon über 140 Werke umfassenden Sammlung. Die Sammlung als Herzstück des Museums wächst kontinuierlich, vor allem durch Schenkungen der Künstler im Rahmen der Projekt M-Reihe.
2018 eröffnete das von ihr entwickelte, direkt im Museum befindliche, Urban Nation Residenzprogramm FRESH A.I.R. Die Artist in Residence Stipendien bieten Kunst- und Kulturschaffenden aus dem Bereich der Urban und New Contemporary Art die Zeit, den Raum und die Ressourcen, um sich einem künstlerischen Projekt zu widmen und über ein Mentorenprogramm sich fachlich weiterzuentwickeln.
Im September 2019 veranstaltete Yasha Young die Urban Nation Biennale 2019 bei der 27 Künstler 27 Werke präsentierten, die sich mit der Zukunft unseres Planeten auseinandersetzten.

## Trivia
Yasha Young absolvierte an der Harvard University, Cambridge/Boston, das Studium der Museologie mit einem Graduate Certificate. An der Hochschule für Technik und Wirtschaft Berlin (HTW Berlin) absolvierte sie den Aufbaustudiengang als Registrar (Museum). Sie hält zudem einen Abschluss des zweijährigen "Graduate Conservatory Program Theater and Production" des Lee Strasberg Theatre and Film Institute, New York, sowie ein Diplom in Schauspiel der Schauspielschule Mainz.

## Publikationen
- (Hrsg.): Art that Creeps. Gothic fantasies and the Macabre Menagerie of Art. Korero Books, London 2009, ISBN 978-0-9558336-7-0.